# خیانت در روایت تاریخ
خیانت در گزارش تاریخ کتابی نوشته سید مصطفی طباطبایی و در نقد کتاب «بیست و سه سال» است.
1. ↑  وبگاه عقیده، آخرین بازدید در ۲۵ اوت ۲۰۱۱

## مطالعه بیشتر
دانلود کتاب در سه جلد به صورت فایل متنی